# Luzula divulgata
Luzula divulgata là một loài thực vật có hoa trong họ Juncaceae. Loài này được Kirschner mô tả khoa học đầu tiên năm 1979.